# T'es où, Chicky?
T'es où, Chicky? (traduzido para o português como "Onde Está Chicky?") é uma série de animação francesa infantil de curta-metragem em computação gráfica, criada por Jérémy Guiter e produzida pela Cube Creative Computer Company e Xilam Animation. É apresentado originalmente no Canal J desde 25 de outubro de 2014 e retransmitido pelo canal Gulli.
Um segunda temporada da série foi anunciada em setembro de 2020

## Enredo
Ninguém sabe onde chicky está. Só sabemos que ele é bonito e profundamente ingênuo. Sua vida é cheia de dificuldades, sempre encontrando-se no lugar errado na hora errada, que nem sempre termina bem. Felizmente, Chicky é imortal e depois de cada golpe real, ele está de volta para outra aventura. Na 2ª temporada, Chicky está dando as boas-vindas a Bekky, sua melhor amiga e Poyo, um pequeno companheiro de brincadeira.

## Personagens
- Chicky - A personagem principal
- Bekky - A melhor amiga de Chicky
- Poyo - O pequeno companheiro de Chicky

## Episódios

### 1ª Temporada
| 1. O Bilhar 2. O Jogo das Paletes 3. O Distribuidor de Chiclete 4. A lixeira 5. O Ímã 6. A Caixa de Joias 7. Potência 4 8. A Ampola 9. O Ferro 10. O Vácuo 11. O rolo de papel higiênico 12. O Lançador de Bolas de Tênis 13. O Cuco do Relógio Suíço 14. O Labirinto de Madeira 15. O Trem Elétrico 16. O Bolo de Aniversário 17. A Harpa | 18 O Sintetizador 19 O Vivarium 20 O Ventilador 21 O Fotomaton 22 A Caixa de Costura 23 A Pipa 24 Campo de Mini-golfe 25 O Estilingue 26 O Carrinho de Mão 27 A Máquina de Apanhar Bichinhos de Pelúcia 28 O Fliperama 29 O Golfe 30 O Lavabo 31 O Inflador 32 A Geladeira Americana 33 A Sela do Cavalo 34 A Máquina de Expresso 35 O forno de micro-ondas | 36 Circuito de Carros Elétricos 37 O Tapete de Dinheiro 38 O Xilofone 39 Trenó do Papai Noel 40 O Brassard 41 O Despertar 42 O Diário de Natal 43 A Torradeira 44 O Foguete 45 A Viagem de Esqui 46 O Quebra-Cabeça de Madeira 47 O Extensor de Roupas 48 O Pneu 49 O Prato dos Repolhos 50 O Titular do Incenso 51 O Tiroteio de Rifles 52 O Pétanque |